# Tricoceps
Tricoceps är ett släkte av insekter. Tricoceps ingår i familjen hornstritar.

## Dottertaxa tillTricoceps, i alfabetisk ordning[1]
- Tricoceps albescens
- Tricoceps angulata
- Tricoceps argutus
- Tricoceps australis
- Tricoceps basilewskyi
- Tricoceps brunnipennis
- Tricoceps cana
- Tricoceps compactus
- Tricoceps curvispina
- Tricoceps geniculatus
- Tricoceps guineensis
- Tricoceps hirculus
- Tricoceps imperialis
- Tricoceps infractus
- Tricoceps laconus
- Tricoceps minicornis
- Tricoceps minusculus
- Tricoceps minutus
- Tricoceps natalicum
- Tricoceps naturalis
- Tricoceps obortus
- Tricoceps quadripunctatus
- Tricoceps saegeri
- Tricoceps scitulus
- Tricoceps singularis
- Tricoceps spinicornis
- Tricoceps tenuosa
- Tricoceps undulatus
- Tricoceps validus
- Tricoceps varipennis